# Rali da Polónia
Rali da Polónia foi uma das etapas do Campeonato Mundial de Rali (WRC).
Conhecido oficialmente como Rajd Polski, é o segundo rali mais antigo do mundo, depois do Rali de Monte Carlo. A sua primeira edição foi em 1921. Em 1973 o Rali da Polónia foi uma das etapas novas da estreia do WRC. Desde 2005 que é disputado em estradas de gravilha nos arredores do distrito Masurian Lake.
Recentemente o Rali da Polónia fez parte do Campeonato Europeu de Rali da FIA, mas entre 2014 e 2017 e novamente em 2024 voltou ao calendário do WRC, após a estreia na edição de 2009.

## Vencedores
| Ano  | Piloto                 | Carro                    | Carro                    |
| ---- | ---------------------- | ------------------------ | ------------------------ |
| 1921 | Tadeusz Heyne          | Dodge                    | Dodge                    |
| 1922 | Hans Lorenz            | Steyr                    | Steyr                    |
| 1923 | Henryk Liefeld         | Austro-Daimler           | Austro-Daimler           |
| 1923 | Jan Siroucek           | Praga Grand              | Praga Grand              |
| 1924 | Henryk Liefeld         | Austro-Daimler           | Austro-Daimler           |
| 1925 | Charles Betague        | Austro-Daimler           | Austro-Daimler           |
| 1927 | Stanisław Szwarcsztajn | Austro-Daimler           | Austro-Daimler           |
| 1928 | Cipriano Illiano       | Fiat 509                 | Fiat 509                 |
|      |                        |                          |                          |
| 1929 | Adam hr. Potocki       | Austro-Daimler           | g.D                      |
| 1929 | Josef Vermirovsky      | Tatra                    | g.F                      |
| 1929 | Teodor Kredl           | Praga Picollo            | g.G                      |
| 1929 | Jan Ripper             | Tatra                    | g.E                      |
| 1929 | Jaroslav Heusler       | Praga Grand              | g.C                      |
| 1929 | Aachim baron Haebler   | Maybach                  | g.B                      |
|      |                        |                          |                          |
| 1930 | Michał Bitny-Szlachta  | Ford                     | g.A                      |
| 1930 | Zygmunt Rahnenfeld     | Fiat 525                 | g.B                      |
| 1930 | Adam hr. Potocki       | Austro-Daimler           | g.C                      |
|      |                        |                          |                          |
| 1937 | Paul von Guillaeume    | Adler Trumpf             | g.II                     |
| 1937 | Aleksander Mazurek     | Chevrolet Master Sedan   | g.V                      |
| 1937 | Wojciech Kołaczkowski  | DKW Meisterklasse        | g.I                      |
|      |                        |                          |                          |
| 1938 | Jan Ripper             | Fiat 1100                | g.I                      |
| 1938 | Stanisław Szwarcsztajn | Lancia Aprilia           | g.II                     |
| 1938 | Hans Rauch             | Mercedes-Benz 230        | g.IV                     |
| 1938 | Witold Rychter         | Chevrolet Master Sedan   | g.V                      |
| 1938 | Jerzy Strenger         | Citroën Legere           | g.III                    |
|      |                        |                          |                          |
| 1939 | Tadeusz Marek          | Chevrolet Master Sedan   | g.IV                     |
| 1939 | Stefan Grossman        | Citroën                  | g.II                     |
| 1939 | Stefan Pronaszko       | Renault Primaquatre      | g.III                    |
| 1939 | Renato Ghisalba        | Fiat 1100                | g.I                      |
|      |                        |                          |                          |
| 1947 | Marian Wierzba         | Lancia Super Sport       | g.III                    |
| 1947 | Witold Rychter         | Chevrolet Master Sedan   | g.V                      |
| 1947 | Zygmunt Andrzejewski   | Willys                   | g.IV                     |
| 1947 | Edward Loth            | KdF                      | g.II                     |
| 1947 | Alfred Pecko           | DKW                      | g.I                      |
|      |                        |                          |                          |
| 1948 | Ivan Hodac             | Aero-Minor               | g.I                      |
| 1948 | Vaclav Bobek           | Skoda 1101               | g.II                     |
| 1948 | Julian Łączyński       | Lancia                   | g.III                    |
| 1948 | A. Anton               | BMW                      | g.IV                     |
| 1948 | Jiri Pohl              | Jaguar                   | g.V                      |
| 1948 | Józef Sucharda         | Jaguar                   | g.VI                     |
|      |                        |                          |                          |
| 1954 | Alfons Zielkowski      | DKW                      | 750 T                    |
| 1954 | Zbigniew Witkowski     | Fiat 1100                | 1300 T                   |
| 1954 | Edward Niziołek        | Opel Olympia             | 1600 T                   |
| 1954 | Zygmunt Skoczkowski    | Tatraplan                | 2000 T                   |
| 1954 | Stanisław Gustaw       | FSO Warszawa M-20        | 2600 T                   |
| 1954 | Bolesław Majkowski     | Ford                     | 2600+T                   |
| 1954 | Stanisław Rusiniak     | BMW                      | 1600 S                   |
| 1954 | Franciszek Postawka    | BMW 328                  | 1600+                    |
|      |                        |                          |                          |
| 1955 | Edward Niziołek        | Opel Olympia             | g.VI                     |
| 1955 | Bolesław Majkowski     | Ford de Luxe             | g.IX                     |
| 1955 | Marian Repeta          | FSO Warszawa M-20        | g.VIII                   |
| 1955 | Henryk Olszewski       | Škoda                    | g.IV-V                   |
| 1955 | Jerzy Zaczeniuk        | Citroën                  | g.VII                    |
| 1955 | Jacek Dzięciołowski    | DKW                      | g.III                    |
| 1955 | Grzegorz Timoszek      | BMW 328                  | g.Sport                  |
|      |                        |                          |                          |
| 1956 | Marian Repeta          | FSO Warszawa M-20        | g.VIII                   |
| 1956 | Jerzy Opiela           | DKW                      | g.III                    |
| 1956 | Edward Niziołek        | Citroën BL 11            | g.VII                    |
| 1956 | Janusz Solarski        | Skoda 1100               | g.IV-V                   |
| 1956 | Kazimierz Tarczyński   | BMW                      | g.VI-S                   |
| 1956 | Jan Jagielski          | Opel Olympia             | g.VI                     |
|      |                        |                          |                          |
| 1957 | Adam Wędrychowski      | Zwickau P-70             | g.III-T                  |
| 1957 | Mlado Vukovic          | DKW                      | g.IV-T                   |
| 1957 | S. Vidmar              | Porsche 356 1300 S       | g.V-S                    |
| 1957 | Walerian Waryszewski   | BMW 328                  | g.VII-S                  |
| 1957 | Mieczysław Sochacki    | FSO Warszawa M-20        | g.VIII-T                 |
| 1957 | Marek Varisella        | DKW F8                   | g.III-S                  |
| 1957 | Bolesław Majkowski     | Simca 8                  | g.V-T                    |
| 1957 | Władysław Paszkowski   | Opel Olympia             | g.VII-T                  |
|      |                        |                          |                          |
| 1959 | Kurt Rüdiger           | Wartburg                 | g.IV                     |
| 1959 | Krzysztof Komornicki   | Simca Aronde             | g.V                      |
| 1959 | Henryk Ruciński        | Ford Zephyr              | g.VIII                   |
| 1959 | Stanisław Wierzba      | FSO Syrena               | g.III                    |
| 1959 | Andrzej Żymirski       | Opel Olympia             | g.VII                    |
|      |                        |                          |                          |
| 1960 | Walter Schock          | Mercedes-Benz 220SE      | Mercedes-Benz 220SE      |
| 1961 | Eugen Böhringer        | Mercedes-Benz 220SE      | Mercedes-Benz 220SE      |
| 1962 | Eugen Böhringer        | Mercedes-Benz 220SE      | Mercedes-Benz 220SE      |
| 1963 | Dieter Glemser         | Mercedes-Benz 220SE      | Mercedes-Benz 220SE      |
| 1964 | Sobiesław Zasada       | Steyr-Puch 650TR         | Steyr-Puch 650TR         |
| 1965 | Rauno Aaltonen         | BMC Mini Cooper S        | BMC Mini Cooper S        |
| 1966 | Tony Fall              | BMC Mini Cooper          | BMC Mini Cooper          |
| 1967 | Sobiesław Zasada       | Porsche 912              | Porsche 912              |
| 1968 | Krzysztof Komornicki   | Renault R8 Gordini       | Renault R8 Gordini       |
| 1969 | Sobiesław Zasada       | Porsche 911S             | Porsche 911S             |
|      |                        |                          |                          |
| 1970 | Jean-Claude Andruet    | Alpine-Renault A110 1600 | Alpine-Renault A110 1600 |
| 1971 | Sobiesław Zasada       | BMW 2002 tii             | BMW 2002 tii             |
| 1972 | Raffaele Pinto         | Fiat 124 Spider Rally    | Fiat 124 Spider Rally    |
| 1973 | Achim Warmbold         | Fiat 124 Abarth Rally    | Fiat 124 Abarth Rally    |
| 1974 | Klaus Russling         | Porsche 911 Carrera RS   | Porsche 911 Carrera RS   |
| 1975 | Maurizio Verini        | Fiat 124 Abarth          | Fiat 124 Abarth          |
| 1976 | Andrzej Jaroszewicz    | Lancia Stratos           | Lancia Stratos           |
| 1977 | Bernard Darniche       | Lancia Stratos           | Lancia Stratos           |
| 1978 | Antonio Zanini         | Fiat 131 Abarth          | Fiat 131 Abarth          |
| 1979 | Antonio Zanini         | Fiat 131 Abarth          | Fiat 131 Abarth          |
|      |                        |                          |                          |
| 1980 | Antonio Zanini         | Porsche 911              | Porsche 911              |
| 1984 | Ingvar Carlsson        | Mazda RX-7               | Mazda RX-7               |
| 1985 | Branislav Kuzmic       | Renault 5T               | Renault 5T               |
| 1986 | Branislav Kuzmic       | Renault 5T               | Renault 5T               |
| 1987 | Attila Ferjancz        | Audi Coupe Quattro       | Audi Coupe Quattro       |
| 1988 | Marc Soulet            | Ford Sierra Cosworth     | Ford Sierra Cosworth     |
| 1989 | Robert Droogmans       | Ford Sierra Cosworth     | Ford Sierra Cosworth     |
|      |                        |                          |                          |
| 1990 | Robert Droogmans       | Lancia Delta Integrale   | Lancia Delta Integrale   |
| 1991 | Piero Liatti           | Lancia Delta Integrale   | Lancia Delta Integrale   |
| 1992 | Erwin Weber            | Mitsubishi Galant VR-4   | Mitsubishi Galant VR-4   |
| 1993 | Robert Droogmans       | Ford Escort Cosworth     | Ford Escort Cosworth     |
| 1994 | Patrick Snijers        | Ford Escort Cosworth     | Ford Escort Cosworth     |
| 1995 | Enrico Bertone         | Toyota Celica T 4WD      | Toyota Celica T 4WD      |
| 1996 | Krzysztof Hołowczyc    | Toyota Celica T 4WD      | Toyota Celica T 4WD      |
| 1997 | Patrick Snijers        | Ford Escort Cosworth WRC | Ford Escort Cosworth WRC |
| 1998 | Krzysztof Hołowczyc    | Subaru Impreza WRC       | Subaru Impreza WRC       |
| 1999 | Robert Gryczyński      | Toyota Corolla WRC       | Toyota Corolla WRC       |
|      |                        |                          |                          |
| 2000 | Henrik Lundgaard       | Toyota Corolla WRC       | Toyota Corolla WRC       |
| 2001 | Leszek Kuzaj           | Toyota Corolla WRC       | Toyota Corolla WRC       |
| 2002 | Janusz Kulig           | Ford Focus WRC           | Ford Focus WRC           |
| 2003 | Miguel Campos          | Peugeot 206 WRC          | Peugeot 206 WRC          |
| 2004 | Luca Pedersoli         | Peugeot 306 Maxi Kit Car | Peugeot 306 Maxi Kit Car |
| 2005 | Krzysztof Hołowczyc    | Subaru Impreza N11       | Subaru Impreza N11       |
| 2006 | Leszek Kuzaj           | Subaru Impreza N12       | Subaru Impreza N12       |
| 2007 | Oscar Svedlund         | Subaru Impreza N12       | Subaru Impreza N12       |
| 2008 | Michał Bębenek         | Mitsubishi Lancer Evo IX | Mitsubishi Lancer Evo IX |
| 2009 | Mikko Hirvonen         | Ford Focus RS WRC 09     | Ford Focus RS WRC 09     |
|      |                        |                          |                          |
| 2010 | Kajetan Kajetanowicz   | Subaru Impreza STR09     | Subaru Impreza STR09     |
| 2011 | Kajetan Kajetanowicz   | Subaru Impreza STR09     | Subaru Impreza STR09     |
| 2012 | Esapekka Lappi         | Škoda Fabia S2000        | Škoda Fabia S2000        |
| 2013 | Kajetan Kajetanowicz   | Ford Fiesta R5           | Ford Fiesta R5           |
| 2014 | Sébastien Ogier        | Volkswagen Polo R WRC    | Volkswagen Polo R WRC    |
| 2015 | Sébastien Ogier        | Volkswagen Polo R WRC    | Volkswagen Polo R WRC    |
| 2016 | Andreas Mikkelsen      | Volkswagen Polo R WRC    | Volkswagen Polo R WRC    |
| 2017 | Thierry Neuville       | Hyundai i20 Coupe WRC    | Hyundai i20 Coupe WRC    |
| 2018 | Nikolay Gryazin        | Škoda Fabia R5           | Škoda Fabia R5           |
| 2019 | Alexey Lukyanuk        | Citroën C3 R5            | Citroën C3 R5            |
| 2021 | Alexey Lukyanuk        | Citroën C3 Rally2        | Citroën C3 Rally2        |
| 2022 | Mikołaj Marczyk        | Škoda Fabia Rally2 evo   | Škoda Fabia Rally2 evo   |
| 2023 | Mārtiņš Sesks          | Škoda Fabia RS Rally2    | Škoda Fabia RS Rally2    |
| 2024 | Kalle Rovanperä        | Toyota GR Yaris Rally1   | Toyota GR Yaris Rally1   |

### Vencedores múltiplo
| Vitórias | Piloto                                                                                           |
| -------- | ------------------------------------------------------------------------------------------------ |
| 4        | Sobiesław Zasada                                                                                 |
| 3        | Robert Droogmans Bolesław Majkowski Edward Niziołek Kajetan Kajetanowicz Krzysztof Hołowczyc     |
| 2        | Patrick Snijers Sebastien Ogier Eugen Böhringer                                                  |
| 2        | Witold Rychter Stanisław Szwarcsztajn Adam hr. Potocki Edward Niziołek Henryk Liefeld-Jan Ripper |
| 2        | Antonio Zanini Branislav Kuzmic                                                                  |

| Vitórias | Construtores                                |
| -------- | ------------------------------------------- |
| 12       | Ford                                        |
| 9        | Fiat                                        |
| 7        | DKW BMW Škoda                               |
| 6        | Austro-Daimler Lancia Subaru Citroën Toyota |
| 3        | Porsche Opel Mercedes FSO                   |
| 4        | Renault Chevrolet                           |
| 3        | Tatra Volkswagen BMC                        |
| 2        | Peugeot Mitsubishi                          |